# The Politician
The Politician è una serie televisiva statunitense creata e prodotta da Ryan Murphy, Brad Falchuk e Ian Brennan.
La prima stagione è stata distribuita sulla piattaforma di streaming Netflix il 27 settembre 2019.
La seconda stagione è stata distribuita il 19 giugno 2020. L'autore in un'intervista ha pubblicato che la terza stagione non uscirà prima del 2022.

## Trama
Payton Hobart, uno studente di una scuola superiore di Santa Barbara, decide di diventare presidente del consiglio studentesco e ambisce un giorno ad essere presidente degli Stati Uniti; inizia così la campagna elettorale a scuola, nella Saint Sebastian High School, ma numerosi ostacoli si frappongono tra lui e il suo sogno, così da spingerlo a lottare fino in fondo e a scoprire se stesso.

## Episodi
| Stagione         | Episodi | Pubblicazione USA | Pubblicazione Italia |
| ---------------- | ------- | ----------------- | -------------------- |
| Prima stagione   | 8       | 2019              | 2019                 |
| Seconda stagione | 7       | 2020              | 2020                 |

## Personaggi e interpreti

### Personaggi principali
- Payton Hobart (stagioni 1-in corso), interpretato da Ben Platt, doppiato da Emanuele Ruzza.
Studente alla Saint Sebastian High School e successivamente alla New York University. Determinato e sicuro di sé, sa che diventerà presidente degli Stati Uniti. Si candida alla presidenza del consiglio scolastico della Saint Sebastian contro Astrid Sloan, venendo eletto dopo il ritiro di quest'ultima. Trasferitosi a New York, sfida la navigata Dede Standish per il seggio di senatore dello Stato. Bisessuale, Payton è fidanzato con Alice Charles e ha avuto una relazione con River Barkley e Astrid Sloan .
- Infinity Jackson (stagioni 1-in corso), interpretata da Zoey Deutch, doppiata da Benedetta Ponticelli.
Studentessa della Saint Sebastian, credeva di essere ammalata di cancro senza sapere che era la nonna Dusty ad avvelenarla. Allontanatasi da lei, Infinity diventa una scrittrice di successo e un'attivista per il clima che offre un contributo determinante alla campagna di Payton per il Senato.
- Astrid Sloan (stagioni 1-in corso), interpretata da Lucy Boynton, doppiata da Chiara Oliviero.
Fidanzata di River Barkley, dopo la sua dipartita decide di candidarsi al suo posto per la presidenza del comitato studentesco. Trova il coraggio di mettersi contro il padre truffatore, facendolo arrestare. Nella seconda stagione entra nel team di Payton, con cui inizia un ménage à trois assieme ad Alice.
- River Barkley (stagione 1-in corso), interpretato da David Corenswet, doppiato da Stefano Dori.
Brillante studente della Saint Benedict, ha conosciuto Payton essendo stato il suo tutor di cinese mandarino e poi amante. Decide di candidarsi per il comitato studentesco, ma nasconde un'anima fragile che lo spinge a compiere il gesto estremo di suicidarsi davanti a Payton.
- Alice Charles (stagioni 1-in corso), interpretata da Julia Schlaepfer, doppiata da Letizia Ciampa.
Fidanzata di Payton, è lei a sostenere la sua carriera politica, tanto da inscenare una rottura per migliorarne l'immagine. Dopo averlo lasciato, lascia il suo promesso sposo sull'altare per tornare con lui e apparire come first lady nella campagna per il Senato. Danno alla luce un bambino.
- McAfee Westbrook (stagioni 1-in corso), interpretata da Laura Dreyfuss, doppiata da Vittoria Bartolomei. Astuta e fedele chief manager delle campagne di Payton, che a detta di quest'ultimo è la mente più brillante, politica e astuta dell'intero gruppo.
- James Sullivan (stagioni 1-in corso), interpretato da Theo Germaine, doppiato da Tito Marteddu.
- Skye Leighton (stagioni 1-in corso), interpretata da Rahne Jones, doppiata da Isabella Benassi.
- Ricardo (stagione 1, guest star stagione 2), interpretato da Benjamin Barrett, doppiato da Flavio Aquilone.
- Dusty Jackson (stagione 1), interpretata da Jessica Lange, doppiata da Angiola Baggi.
- Keaton Hobart (stagione 1), interpretato da Bob Balaban.
- Georgina Hobart (stagioni 1-in corso), interpretata da Gwyneth Paltrow, doppiata da Monica Ward. Madre adottiva di Payton, ha un matrimonio di convenienza con Keaton Hobart, con il quale avrà due gemelli maschi: Martin e Luther.
- Dede Standish (stagioni 2-in corso, guest star stagione 1), interpretata da Judith Light, doppiata da Stefania Romagnoli.
- Hadassah Gold (stagioni 2-in corso, guest star stagione 1), interpretata da Bette Midler, doppiata da Ludovica Modugno.

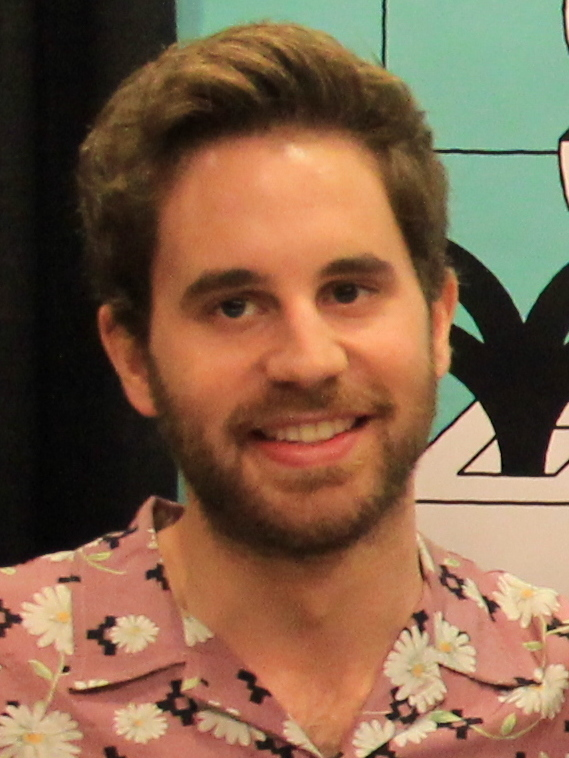
Ben Platt interpreta Payton Hobart.
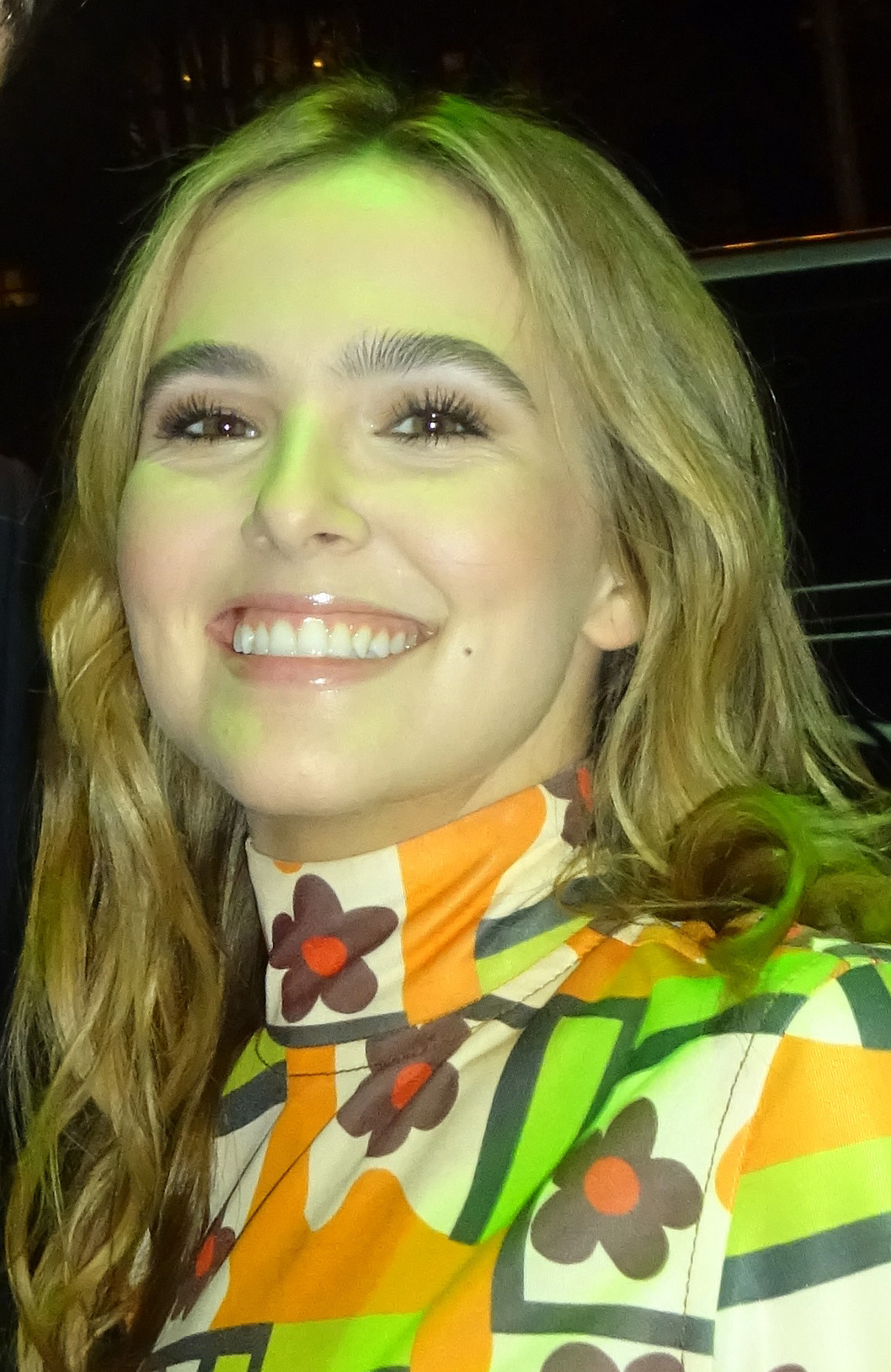
Zoey Deutch interpreta Infinity Jackson.
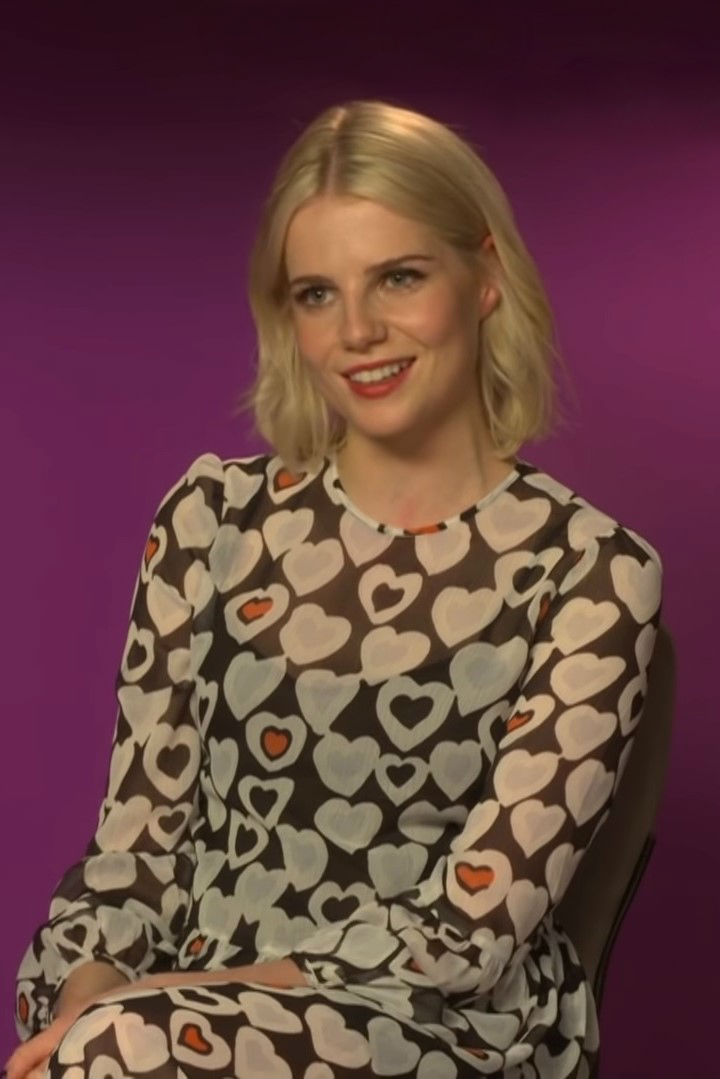
Lucy Boynton interpreta Astrid Sloan.
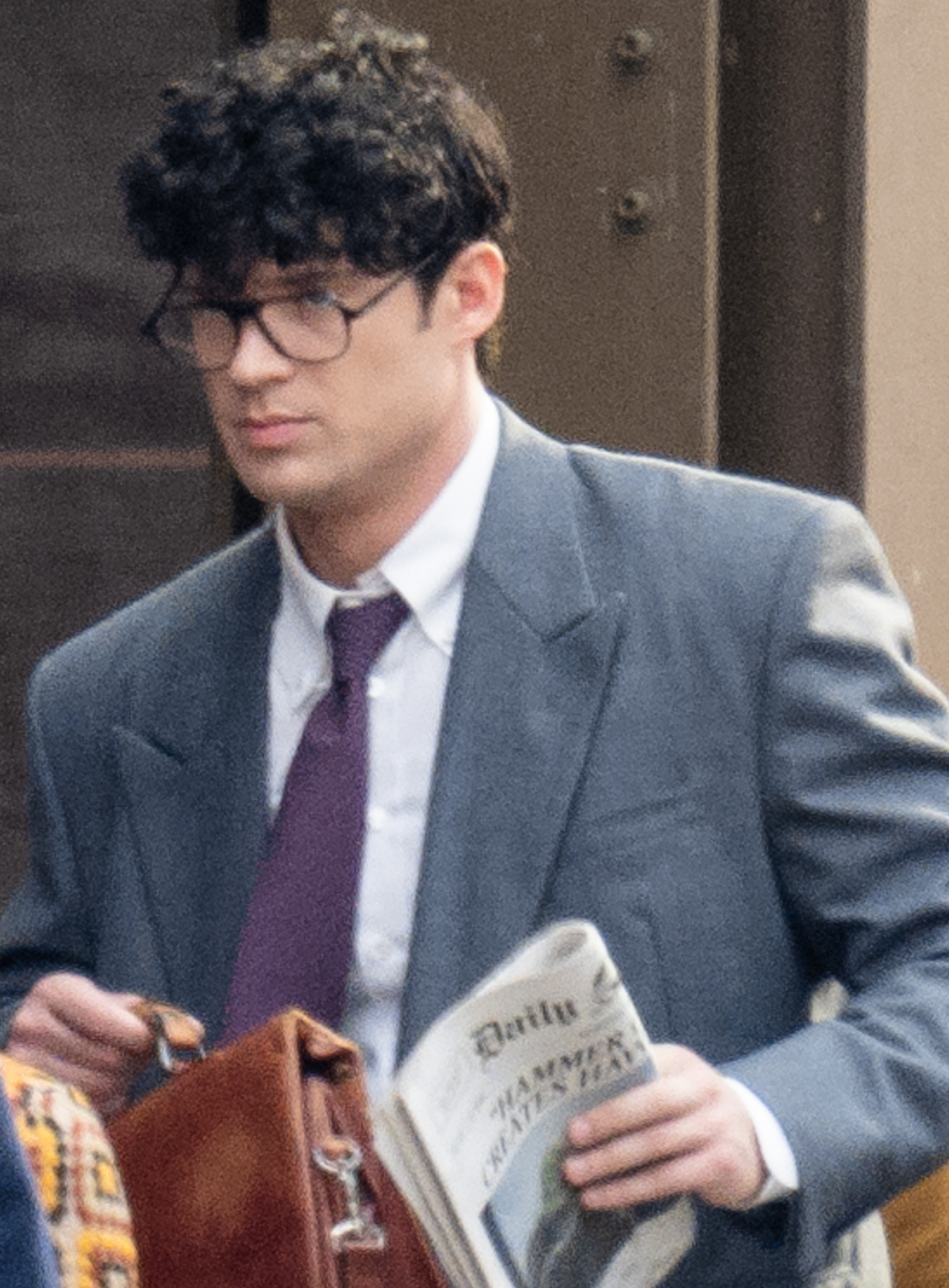
David Corenswet interpreta River Barkley
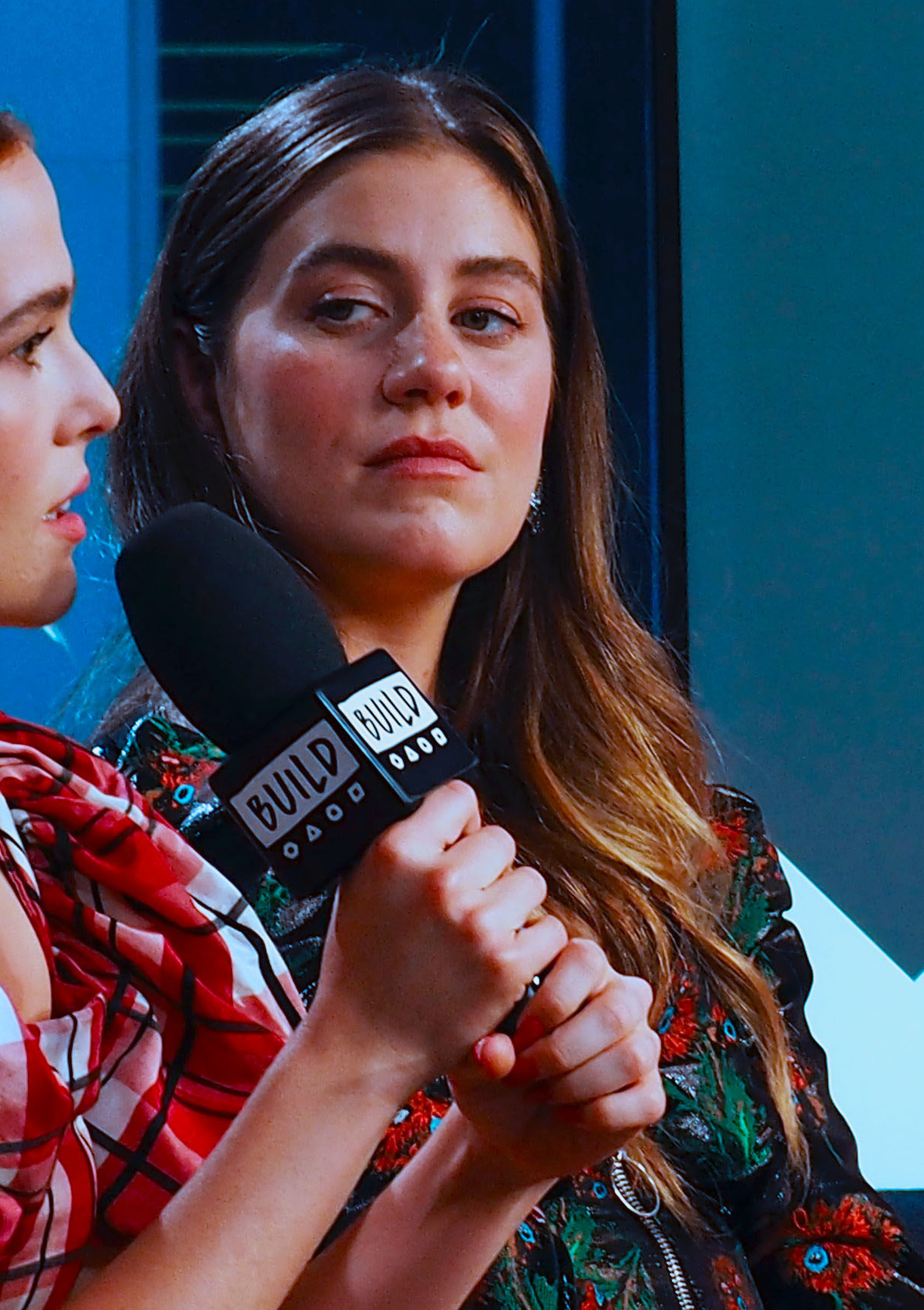
Laura Dreyfuss interpreta McAfee Westbrook
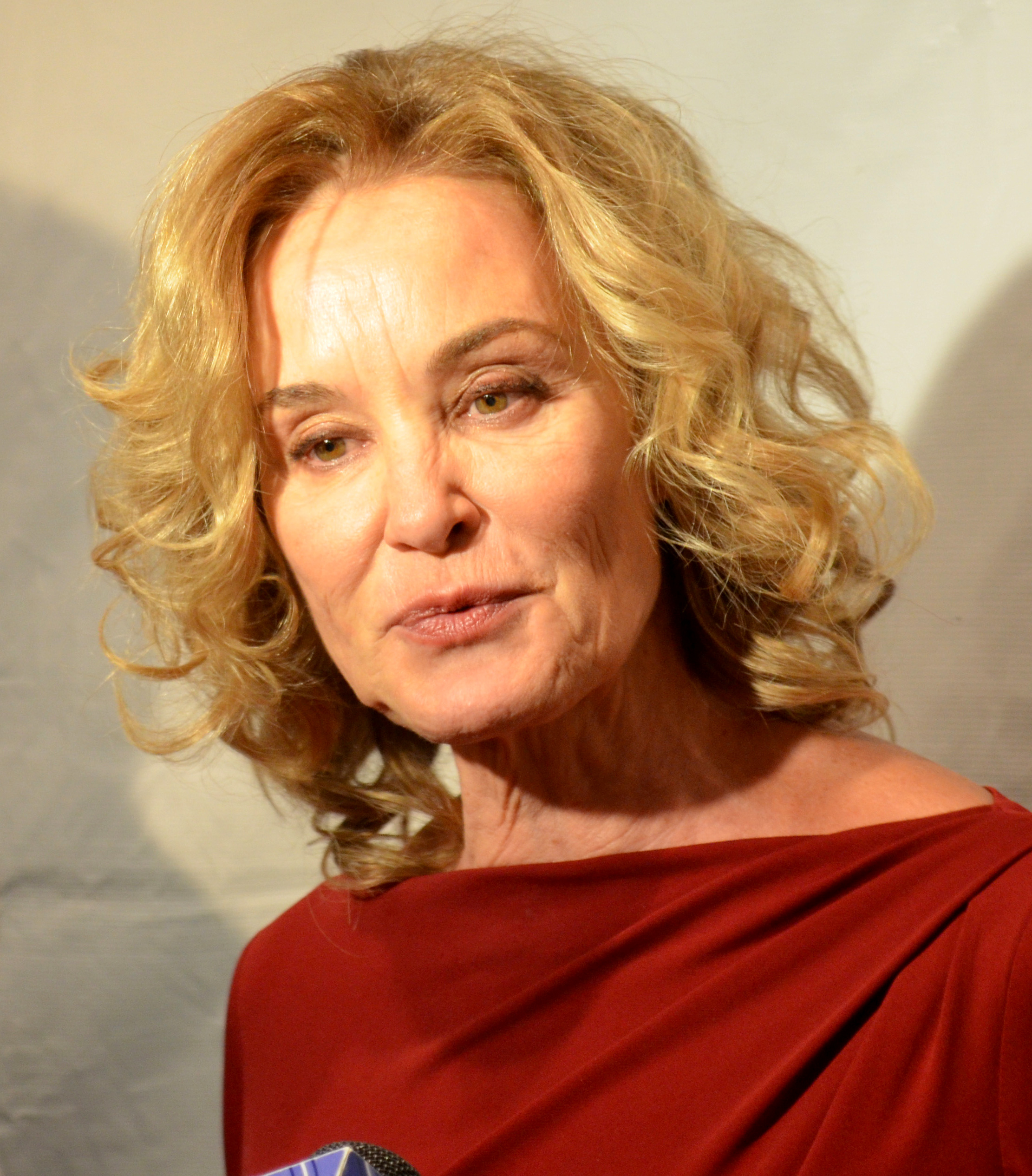
Jessica Lange interpreta Dusty Jackson.
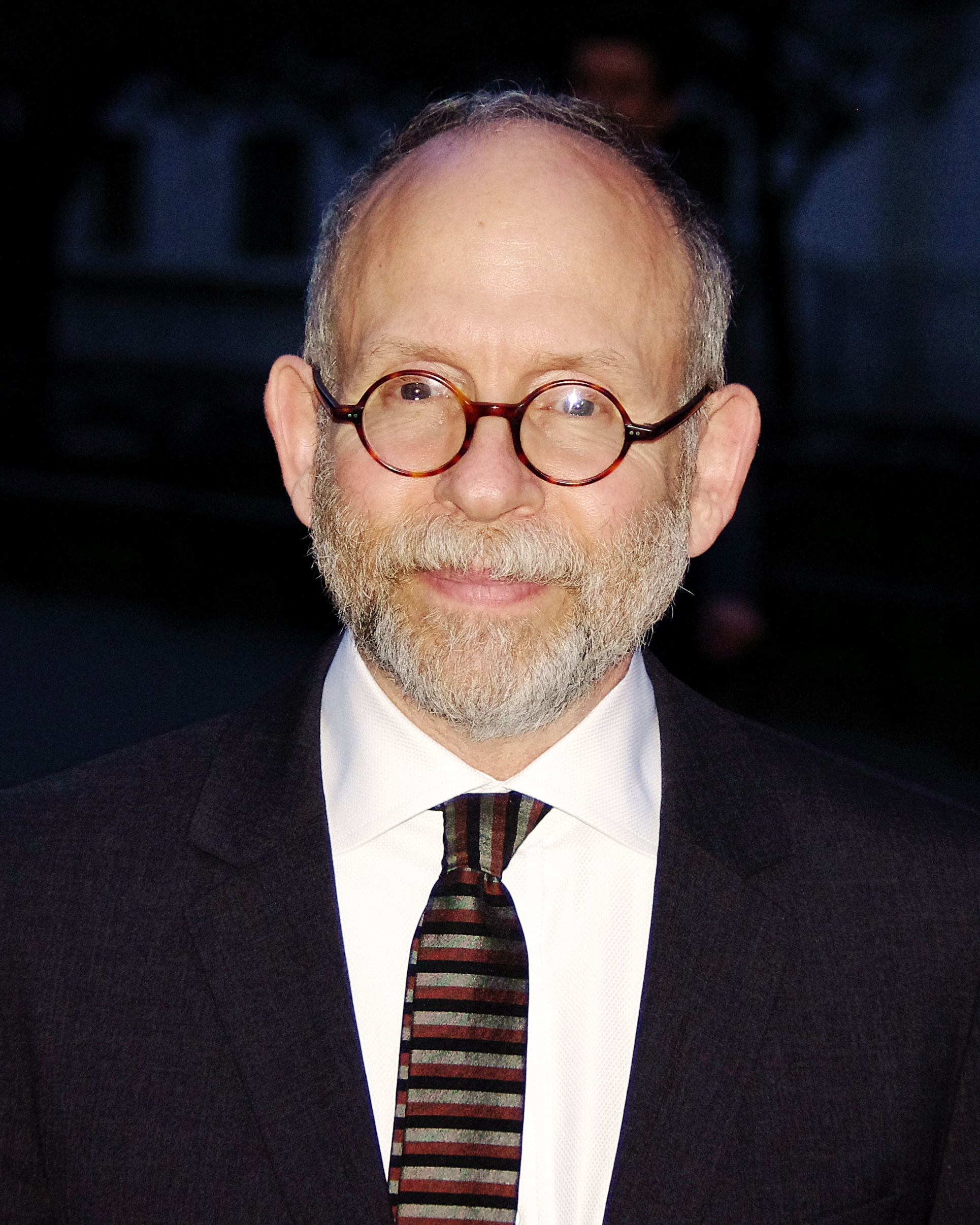
Bob Balaban interpreta Keaton Hobart.
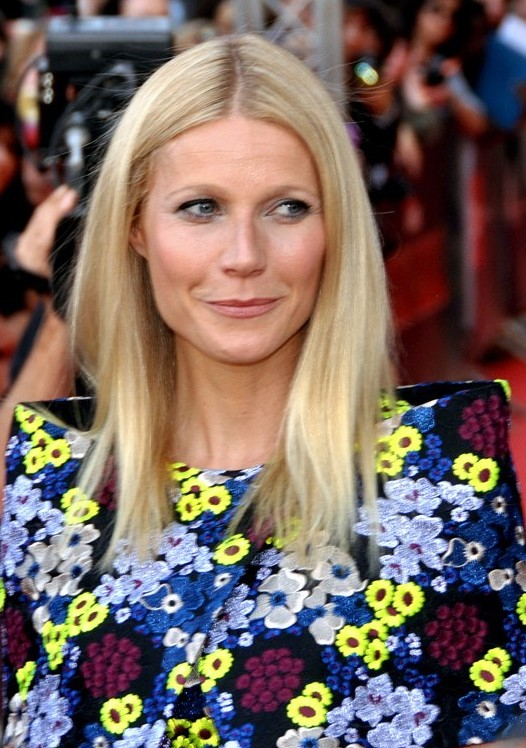
Gwyneth Paltrow interpreta Georgina Hobart.
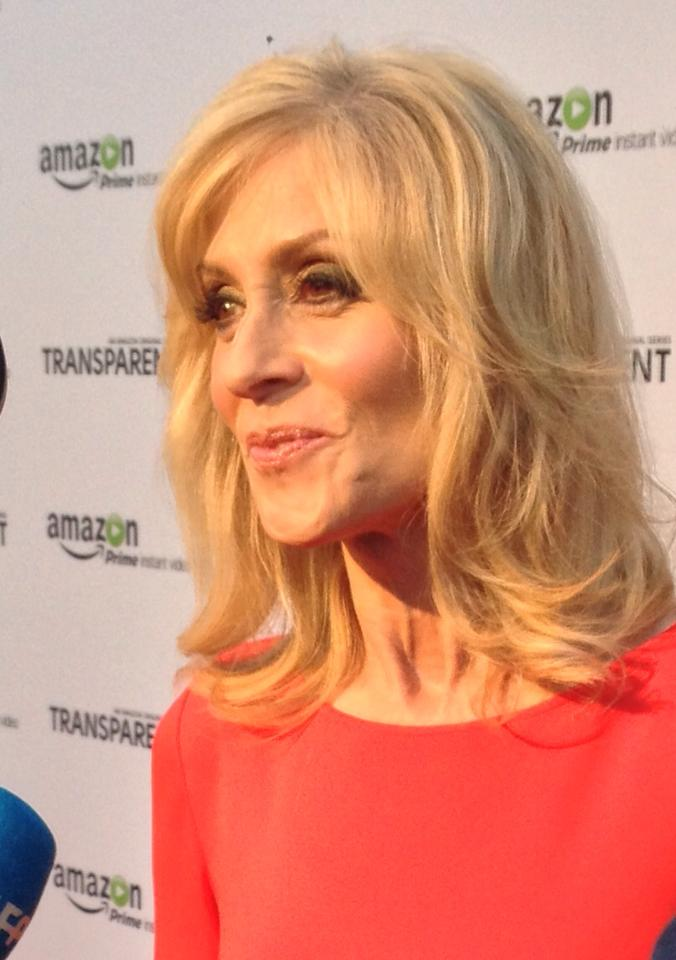
Judith Light interpreta Dede Standish.
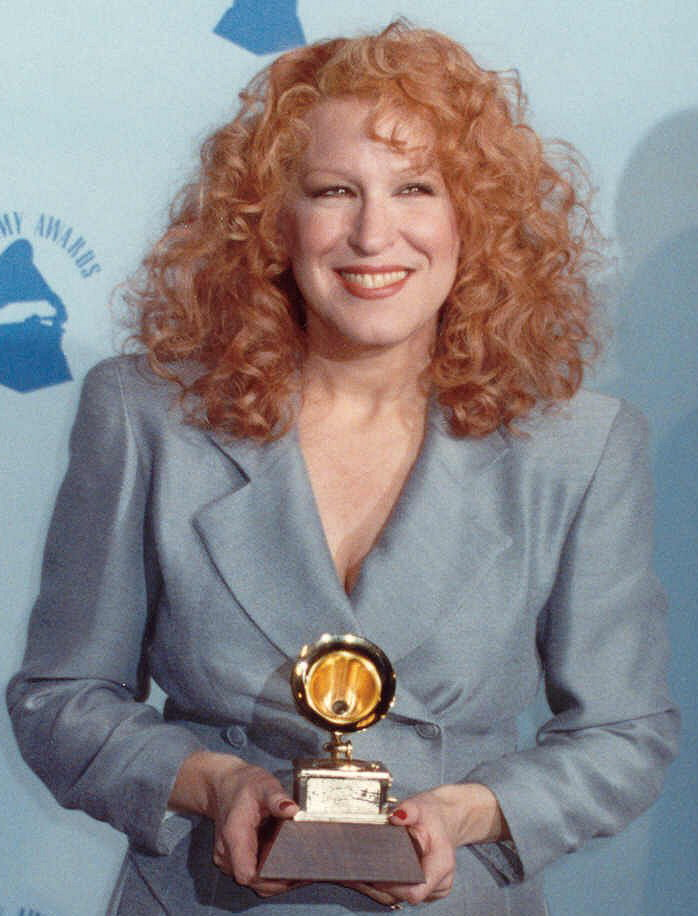
Bette Midler interpreta Hadassah Gold.

## Produzione
Le riprese principali della prima stagione si sono svolte presso la Fullerton Union High School, nella Contea di Orange, in California e a Los Angeles.

## Promozione
Il 19 agosto 2019, è stato pubblicato il trailer ufficiale della serie.
Il 18 maggio 2020 è stata pubblicata sul profilo ufficiale della piattaforma Instagram la locandina della seconda stagione riportando la data di uscita.

## Accoglienza
Il sito web dell'aggregatore di recensioni Rotten Tomatoes ha riportato un punteggio di approvazione del 59% per la prima stagione con un punteggio medio di 6,74/10, basato su 56 recensioni. Il consenso critico del sito web recita: "Sebbene The Politician non possa mantenere tutte le sue allettanti promesse, fornisce satira in un ambiente sontuoso per non perdere i fans, anche se è improbabile che riuscirà ad avere ulteriori voti". Metacritic, che utilizza una media ponderata, ha assegnato alla stagione un punteggio di 63 su 100, basato su 25 critici, indicando "recensioni generalmente favorevoli".